# John Randolph Bray

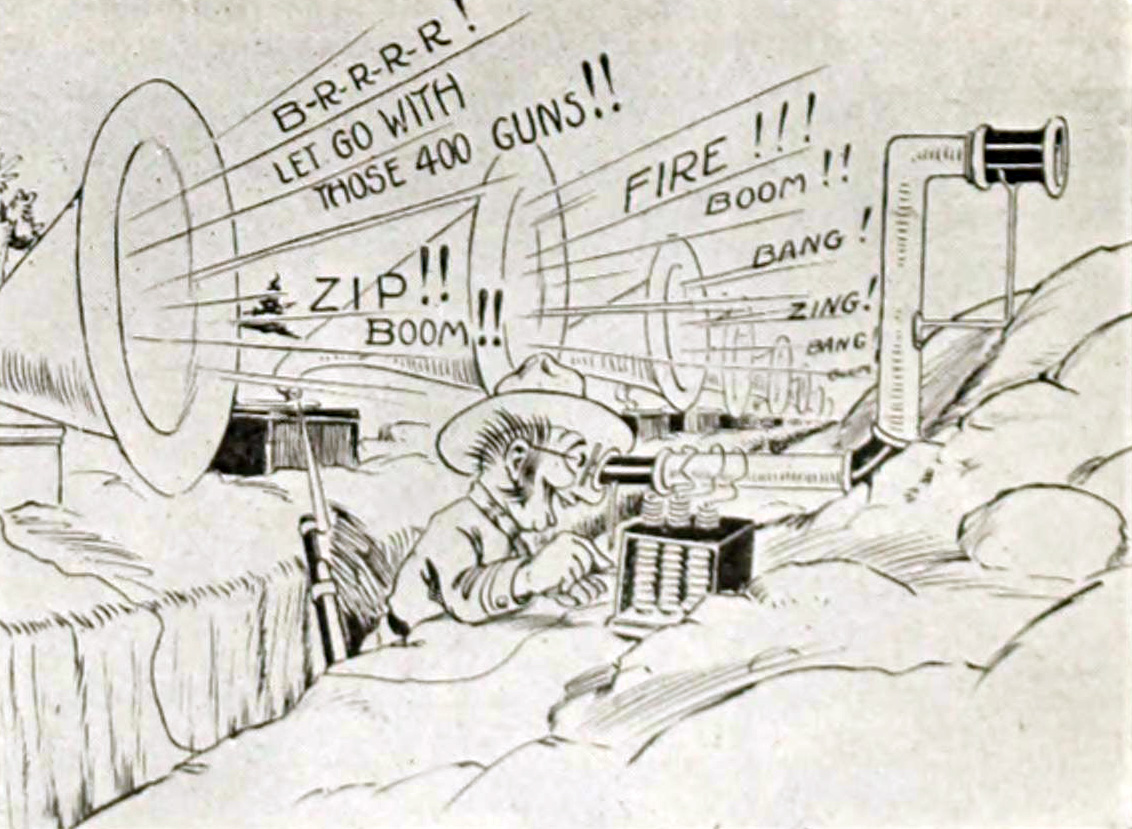
Colonel Heeza Liar and the Bandits 1916 (fotogramma)

John Randolph Bray (Addison, 25 agosto 1879 – Bridgeport, 10 ottobre 1978) è stato un animatore e fumettista statunitense, noto soprattutto per essere il fondatore dei Bray studios.

## Biografia
Bray è stato uno degli animatori più importanti, se non il più importante con il suo studio d'animazione nel periodo pre- e post- prima guerra mondiale, nonché uno dei pionieri dell'animazione cinematografica.
Fu il fondatore dei Bray Productions, che è stato uno dei primi studi interamente dedicato all'animazione (insieme a Raoul Barré che aveva anche lui fondato uno studio di animazione nello stesso periodo, ancora oggi non si conosce chi dei due ha ottenuto il primato).
Bray ha iniziato la sua carriera come disegnatore di fumetti per giornali, con il fumetto Singing Sammy intorno al 1907, ma dopo poco tempo ha deciso di dedicarsi al nascente cinema d'animazione.
I suoi primi film sono stati pubblicati nel 1913.
Ha fondato i suoi studi di animazione nel 1914 con la collaborazione di Paul Terry e Earl Hurd entrati nel suo studio un anno dopo.
Insieme a Hurd, ha semplificato la produzione dei cartoni animati utilizzando l'animazione cel conosciuta anche come tecnica del "Rodovetro" e altre tecniche come lo "Slash" che hanno contribuito a trasformare la pura arte "sbalorditiva" dell'animazione in una e vera e propria azienda (questi insegnamenti insieme a quelli di Winsor McCay hanno ispirato Walt Disney per creare il suo primo Studios).
Con Terry, ha pubblicato la serie a cartoni animati Farmer AlFalfa o Farmer Al Falfa, serie popolarissima fino all'arrivo di Felix the Cat.
Gli studi inoltre hanno impiegato artisti come Carl Anderson e i fratelli Fleisher (Max e Dave).
Gli studi di Bray lavorarono a pieno regime fino agli anni venti, dopo di che subirono un lento declino, rimase in piedi solo il ramo educativo/commerciale della società, la Brayco o Bray & Co, che continuò a realizzare pellicole per lo più dal 1920 fino alla sua chiusura nel 1963.
Bray morì il 10 ottobre del 1978 all'età di 99 anni a Bridgeport in Connecticut, USA.

## Produzioni
Il primo cartoon completo (con live action in cui recita lo stesso Bray e sua moglie Margaret Bray) di Bray fu The Artist's Dream (The Daschund and the Sausage), noto anche come "The One With the Dog Exploding Wiener" del 1910 e pubblicato nel 1913 (anche se alcune fonti indicano queste date una mera trovata pubblicitaria per far avere a Bray e alla Pathé, la società che produsse e distribuì la pellicola, un primato su Winsor McCay e il suo cortometraggiio Little Nemo del 1911, non appare affatto plausibile che un cartone prodotto venga distribuito tre anni dopo "senza motivo".
Nel 'The Artist's Dream' viene adoperata per la prima volta la tecnica del riutilizzo del fondale, (la tecnica del Rodovetro o cels).
La Bray Pictures produsse il cortometraggio The debut of Thomas Cat, considerato il primo cartone animato interamente a colori.

## Video esterni
- The Artist's Dream video su Youtube ,visto il 19/03/2012, su youtube.com.